# ペトローリアム郡 (モンタナ州)
ペトローリアム郡（英: Petroleum County）は、アメリカ合衆国モンタナ州の中央部に位置する郡である。2010年国勢調査での人口は494人であり、2000年の493人から0.2%増加した。モンタナ州の郡では人口最小であり、国内でも少ない方から第6位である。1926年に設立され、モンタナ州56郡の中で最も新しい郡となっている。郡庁所在地はウィネット（人口182人）であり、同郡で人口最大の自治体でもある。

## 地理
アメリカ合衆国国勢調査局に拠れば、郡域全面積は1,674平方マイル (4,336 km2)であり、このうち陸地は1,654平方マイル (4,284 km2)、水域は20平方マイル (52 km2)で水域率は1.20%である。

### 主要高規格道路
- アメリカ国道87号線
- モンタナ州道200号線
- モンタナ二級州道244号線

### 隣接する郡
- フィリップス郡 - 北
- ガーフィールド郡 - 東
- ローズバッド郡 - 南東
- マッスルシェル郡 - 南
- ファーガス郡 - 西

### 国立保護地域
- チャールズ・M・ラッセル国立野生生物保護区
- ウォーホース国立野生生物保護区

## 人口動態
以下は2000年の国勢調査による人口統計データである。
| 基礎データ - 人口: 493人 - 世帯数: 211 世帯 - 家族数: 136 家族 - 人口密度: 0.11人/km2（0.29人/mi2） - 住居数: 292軒 - 住居密度: 0.07軒/km2（0.17軒/mi2） 人種別人口構成 - 白人: 99.19% - ネイティブ・アメリカン: 0.20% - その他の人種: 0.20% - 混血: 0.41% - ヒスパニック・ラテン系: 1.22% 先祖による構成 - ドイツ系：37.0% - アメリカ人：14.3% - ノルウェー系：13.2% - イギリス系：10.9% 年齢別人口構成 - 18歳未満: 26.0% - 18-24歳: 6.1% - 25-44歳: 22.7% - 45-64歳: 28.2% - 65歳以上: 17.0% - 年齢の中央値: 41歳 - 性比（女性100人あたり男性の人口） - 総人口: 110.7 - 18歳以上: 111.0 | 世帯と家族（対世帯数） - 18歳未満の子供がいる: 31.3% - 結婚・同居している夫婦: 55.9% - 未婚・離婚・死別女性が世帯主: 5.7% - 非家族世帯: 35.1% - 単身世帯: 31.3% - 65歳以上の老人1人暮らし: 17.5% - 平均構成人数 - 世帯: 2.34人 - 家族: 2.95人 収入と家計 - 収入の中央値 - 世帯: 24,107米ドル - 家族: 32,667米ドル - 性別 - 男性: 20,694米ドル - 女性: 17,188米ドル - 人口1人あたり収入: 15,986米ドル - 貧困線以下 - 対人口: 23.2% - 対家族数: 21.0% - 18歳未満: 25.6% - 65歳以上: 17.3% |

## 都市と町

### 町
- ウィネット - 郡庁所在地

### その他の町
- キャットクリーク
- フラットウィロウ
- テイゲン